# Kreis Friedeberg Nm.

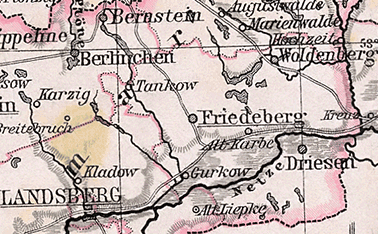
Das Kreisgebiet 1905

Der Kreis Friedeberg Nm. (Nm. steht für Neumark), bis ins 19. Jahrhundert auch Friedeberger Kreis genannt, war ein preußischer Landkreis, der bis 1945 bestand. Er gehörte bis 1938 zur Provinz Brandenburg und danach zur Provinz Pommern. Der Kreis umfasste zuletzt die drei Städte Driesen, Friedeberg Nm. und Woldenberg Nm., weitere 73 Gemeinden und zwei Forst-Gutsbezirke. Das Kreisgebiet liegt heute im Powiat Strzelecko-Drezdenecki (Friedeberg-Driesen) der polnischen Woiwodschaft Lebus.

## Verwaltungsgeschichte

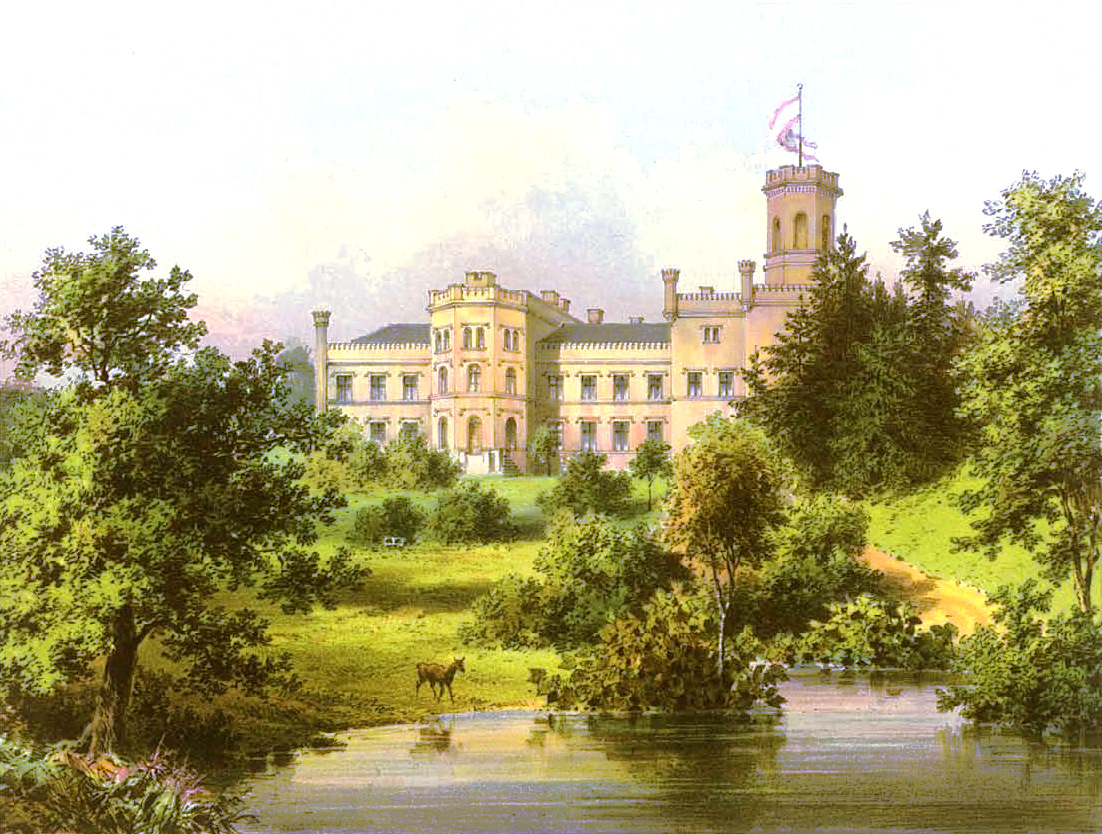
Rittergut Mehrenthin um 1860, Sammlung Alexander Duncker

In der nachmittelalterlichen Zeit bildete sich in der Mark Brandenburg eine Gliederung in Kreise heraus. Einer dieser historischen Kreise war der Friedeberger Kreis bzw. der Kreis Friedeberg, der einen der vier sogenannten Hinterkreise in der Neumark bildete.
Im Rahmen der Bildung von Provinzen und Regierungsbezirken in Preußen erfolgte 1816 im Regierungsbezirk Frankfurt eine Kreisreform, durch die der Umfang des Kreises nicht geändert wurde. Der Kreis umfasste meist ländliche Gebiete um die Städte Driesen, Friedeberg Nm. und Woldenberg Nm. Das Landratsamt war in Friedeberg Nm.
Seit dem 1. Juli 1867 gehörte der Kreis zum Norddeutschen Bund und ab dem 1. Januar 1871 zum Deutschen Reich. Zum 30. September 1928 kam es im Kreis Friedeberg Nm. entsprechend der Entwicklung im übrigen Freistaat Preußen zu einer Gebietsreform, durch die alle Gutsbezirke bis auf zwei aufgelöst und benachbarten Landgemeinden zugeteilt wurden.
Am 1. Oktober 1938 wurde der Kreis Friedeberg Nm. in die Provinz Pommern umgegliedert und gehörte nun zum Regierungsbezirk Grenzmark Posen-Westpreußen.
Im Frühjahr 1945 wurde das Kreisgebiet durch die Rote Armee besetzt. Nach Beendigung der Kampfhandlungen wurde das Kreisgebiet seitens der sowjetischen Besatzungsmacht der Volksrepublik Polen zur Verwaltung überlassen. Die einheimische Bevölkerung wurde von den polnischen Verwaltungsbehörden vertrieben.

## Einwohnerentwicklung
| Jahr | Einwohner | Quelle |
| ---- | --------- | ------ |
| 1750 | 9.105     | [ 4 ]  |
| 1796 | 27.492    | [ 5 ]  |
| 1816 | 26.128    | [ 6 ]  |
| 1840 | 43.767    | [ 7 ]  |
| 1871 | 54.790    | [ 8 ]  |
| 1885 | 57.130    | [ 1 ]  |
| 1890 | 57.194    | [ 1 ]  |
| 1900 | 55.093    | [ 1 ]  |
| 1910 | 53.161    | [ 1 ]  |
| 1925 | 54.586    | [ 1 ]  |
| 1933 | 53.940    | [ 1 ]  |
| 1939 | 51.772    | [ 1 ]  |

## Landräte
- 1736–1742 Friedrich Ludwig von Sydow (1701–1742)
- 1743–1752 Hans Joachim von Bornstedt
- 1752–1763 Christian von der Marwitz
- 1765–1770 Carl Wilhelm von Bornstedt
- 1770–1777 Wilhelm Ludwig von Sydow
- 1777–1781 Anton Gottlieb von der Goltz
- 1781–1806 David Friedrich von Braunschweig
- 1806–1813 George Ernst Heinrich von Schönebeck[9]
- 1813–1819 Ernst Ludwig von Köller († 1819)[10]
- 1819–1820 Ludwig von Brand (vertretungsweise)
- 1820–1832 Wilhelm von Knobelsdorff-Brenkenhoff (1769–1848)
- 1832–1833 von Waldow (vertretungsweise)
- 1833–0000 Haffer (vertretungsweise)
- 1833–1850 Heinrich von Petersdorff
- 1850–0000 Adolph von Brand (kommissarisch)
- 1850–1866 Karl von Bornstedt (1814–1900)
- 1866–1871 August von Zastrow (1833–1896)
- 1871–1894 Karl von Bornstedt (zweite Amtszeit)
- 1894–1899 Ernst von Bornstedt (1863–1900)
- 1899–1919 Ulrich von Waldow (1863–1936)
- 1919–1920 Friedrich Scheck (1879–1924)
- 1920–1942 Horst Wuthenow (1886–1942)
- 1942–9999 Jochen-Hilmar von Wuthenau (1887–1965) (vertretungsweise)
- 1942–1945 Werner Laskowski (1908–1973)

## Kommunalverfassung
Mit Einführung des preußischen Gemeindeverfassungsgesetzes vom 15. Dezember 1933 gab es ab dem 1. Januar 1934 eine einheitliche Kommunalverfassung für alle preußischen Gemeinden. Mit Einführung der Deutschen Gemeindeordnung vom 30. Januar 1935 wurde zum 1. April 1935 das Führerprinzip auf Gemeindeebene durchgesetzt. Eine neue Kreisverfassung wurde nicht mehr geschaffen; es galt weiterhin die Kreisordnung für die Provinzen Ost- und Westpreußen, Brandenburg, Pommern, Schlesien und Sachsen vom 19. März 1881.

## Verkehr
Der Kreis Friedeberg war schon seit 1847/48 durch den Abschnitt Arnswalde-Kreuz der Stargard-Posener Eisenbahn-Gesellschaft an das Eisenbahnnetz angeschlossen worden >116.c<. Im folgenden Jahrzehnt durchzog ab 1857 die Preußische Ostbahn, die Berlin mit Ostpreußen verband, das Kreisgebiet parallel zur Netze >115.0<.
Die Station Friedeberg lag jedoch 7 km von der Kreisstadt entfernt, sodass der Kreis Friedeberg 1897 eine Kleinbahn zur Stadt erbaute. Von hier führte ab 1902 die Kleinbahn Friedeberg-Alt Libbehne GmbH, an der Kreis und Gemeinden beteiligt waren, weiter nach Norden >115.k+k²<.
Um die nach 1919 polnisch gewordenen Gebiete zu umfahren, erbaute die Deutsche Reichsbahn 1936 die Nebenlinie Altbeelitz-Schwerin (Warthe) >116.g<.
(Die Zahlen in >< beziehen sich auf das Deutsche Kursbuch 1939).

## Amtsbezirke
Im Jahr 1932 gab es im Kreis Friedeberg 30 Amtsbezirke:
- Amtsbezirk Alt Beelitz
- Amtsbezirk Alt Gurkowschbruch
- Amtsbezirk Altenfließ
- Amtsbezirk Altkarbe
- Amtsbezirk Birkholz
- Amtsbezirk Breitenstein
- Amtsbezirk Gottschimm
- Amtsbezirk Gottschimmerbruch
- Amtsbezirk Gurkow
- Amtsbezirk Guscht
- Amtsbezirk Guschterholländer
- Amtsbezirk Hermsdorf
- Amtsbezirk Lauchstädt
- Amtsbezirk Lichtenow
- Amtsbezirk Mehrenthin
- Amtsbezirk Modderwiese
- Amtsbezirk Netzbruch
- Amtsbezirk Neu Anspach
- Amtsbezirk Neu Mecklenburg
- Amtsbezirk Oberförsterei Hammerheide
- Amtsbezirk Oberförsterei Lubiathfließ
- Amtsbezirk Oberförsterei Steinspring
- Amtsbezirk Schlanow
- Amtsbezirk Schönrade
- Amtsbezirk Tankow
- Amtsbezirk Trebitsch
- Amtsbezirk Vorbruch
- Amtsbezirk Vordamm
- Amtsbezirk Wildenow
- Amtsbezirk Wugarten

## Städte und Gemeinden

### Stand 1945
Dem Kreis Friedeberg Nm. gehörten zuletzt die folgenden Städte und Gemeinden an:
| - Aarhorst - Alt Beelitz - Alt Gurkowschbruch - Altfließ - Altkarbe - Birkbruch - Birkholz - Blumenfelde - Brand - Brandsheide - Braunsfelde - Breitenstein - Breitenwerder - Brenkenhofsbruch - Brenkenhofswalde - Buchwerder - Büssow - Dolgen - Dragebruch | - Driesen, Stadt - Erbenswunsch - Eschbruch - Falkenstein - Franzthal - Friedeberg Nm., Stadt - Friedebergschbruch - Friedrichsdorf - Geilenfelde - Gottschimm - Gottschimmerbruch - Gurkow - Guscht - Guschterbruch - Guschterholländer - Haferwiese - Hammer - Hermsdorf - Hohenkarzig | - Lauchstädt - Lichtenow - Liependorf - Lubiath - Machern - Mansfelde - Marienthal - Mehrenthin - Modderwiese - Mückenburg - Netzbruch - Neu Anspach - Neu Dessau - Neu Erbach - Neu Mecklenburg - Neu Ulm - Neukarbe - Neuteich | - Pehlitz - Rohrsdorf - Salzkossäthen - Schlanow - Schönfeld - Schönrade - Schüttenburg - Seegenfelde - Steinhöfel - Tankow - Trebitsch - Vorbruch - Vordamm - Wildenow - Woldenberg Nm., Stadt - Wolgast - Wugarten - Wutzig |

Zum Kreis gehörten außerdem die gemeindefreien Gutsbezirke Forst Lubiathfließ und Forst Steinspring.

### Vor 1945 aufgelöste Gemeinden
- Voigtei, 1928 zu Friedeberg
- Sehlsgrund, 1932 zu Salzkossäthen
- Alt Haferwiese, 1937 zu Haferwiese
- Hammelstall, 1937 zu Neu Mecklenburg
- Neu Haferwiese, 1937 zu Haferwiese
- Bergdorf, 1938 zu Vorbruch
- Eichberg, 1938 zu Rohrsdorf
- Friedrichshorst, 1938 zu Neu Erbach
- Krügergrund, 1938 zu Rohrsdorf
- Mühlendorf, 1938 zu Vordamm
- Neu Beelitz, 1938 zu Dragebruch
- Neuteicher Holländer, 1938 zu Erbenswunsch
- Schartowswalde, 1938 zu Marienthal
- Schöneberg, 1938 zu Vordamm
- Schulzenwerder, 1938 zu Gottschimm
- Sieb, 1938 zu Gottschimm
- Zanzbruch, 1938 zu Gurkow
- Eichwerder, 1939 zu Friedebergschbruch
- Militzwinkel, 1939 zu Trebitsch
- Mittelbruch, 1939 zu Breitenwerder
- Ritzenswunsch, 1939 zu Friedebergschbruch
- Grapow, 1941 zu Wolgast
- Neu Gurkowschbruch, 1941 zu Gurkow